# Buri (Džingiskanov pravnuk)
Buri  (mongolsko Бүри, Büri) je bil Džingiskanov pravnuk, Čagatajev vnuk, Mutugenov sin in eden od poveljujočih generalov v mongolskih pohodih v Evropo, * ni znano, † 1252.
Leta 1237 je sodeloval v pohodu na Baškirijo in Volško Bolgarijo, pozimi 1237/1238 pa v prvem pohodu na Rusijo. Na povratku iz novgorodskega ozemlja v stepo se je Kadanov in Burijev korpus pomikal bolj vzhodno od glavnine in drugič med pohodom prešel preko rjezanskega ozemlja. Na začetku maja 1238 je njun korpus po sedmih tednih pohoda prišel pred Kozelsk in ga po treh dneh obleganja osvojil.
Pozimi 1239/1240 je  Buri skupaj z Mongkejem, Gujukom in Kadanom sodeloval v  trimesečnem obleganju mesta Minkas v Alaniji na severnem Kavkazu, ki se je po osvojitvi končal z represalijami nad prebivalci. 
V zadnjem delu mongolskega pohoda v Evropo je Burijeva vojska sodelovala pri zavzetju Kijeva.  Po razdelitvi mongolske vojske v Voliniji se je Buri najverjetneje na Ogedejev ukaz skupaj z Mongkejem in Gujukom leta 1240 vrnil v Mongolijo.
Po smrti velikega kana Gujuka leta 1248 je stopil na stran regentke Ogul Kaimiš hatun in zagovarjal stališče, da mora biti za novega velikega kana izvoljen nekdo iz Ogedejeve rodbine. Po Mongkejevi izvolitvi za velikega kana je Burija leta 1252 umoril eden od generalov Zlate horde.